# Dimaksian
Els Dimaksian (en armeni Դիմաքսյաններ, Dimaksianner) van ser una família de nakharark (nobles) d'Armènia que va posseir terres al Taik, Shirak i alguns districtes de l'Airarat. Els prínceps Dimaksean apareixen dividits en dues línies, una que regnava a Bukha, un cantó de l'Airarat, al sud del Taik (Dimaksian de Bukha). L'altr en una part de Siracene, igualment a l'Airarat i que s'anomenaven Dimaksian de Siracene.
L'origen d'aquesta casa és, segons Moisès de Khorèn, no dinàstic, cosa que està en consonància amb la seva tendència, però el conte que explica del seu origen ve del temps del rei Artaxes I d'Armènia (190/189 aC al 159 aC). Moisès parla d'Asxadar Dimaksian, que pel seu nom es podria pensar en alguna connexió entre aquesta casa i Asxadar, el rei d'Alània (Ossètia) i sogre de Tiridates el Gran (Tiridates III d'Armènia, fill de Tiridates II, que va ser rei del 287 al 297 a Armènia Occidental sota protectorat romà, i rei de tota Armènia del 297 al 298 també sota protecció romana. Recorden sobre això que la descendència de reis alans també va ser tradicionalment reclamada pels Aravekhian, que igualment es van establir a l'Airarat, potser als voltants dels Dimaksian. Per a la resta, aquesta casa s'esmenta a Faust de Bizanci, Llàtzer de Farpe, Eliseu i Sebeos.
Parla també de Mushe i Hemaiak Dimaksian que van viure cap a l'any 450. Hemaiak va ser martiritzat per la seva fe el 451; tot seguit apareixen Tathoukm Hemaiak i Gazrik Dimaksian que governaven junts potser el 451, al temps de la revolta nacional armènia, on Vardanes II Mamiconi es va aixecar contra el rei Isdigerdes II. No tornen a aparèixer els d'aquesta nissaga fins al 483 amb Ordi Dimaksian. Sargis Dimaksian era cap de família el 598. Van desaparèixer al segle vii i ja no tornen a sortir a les fonts.